# Moosbahn
| Moosbahn                                                             | Moosbahn            |
| -------------------------------------------------------------------- | ------------------- |
| Ankunft der Moosbahn am Kufsteiner Platz in München am 18. März 1922 |                     |
| Streckenlänge:                                                       | 24,9 km             |
| Spurweite:                                                           | 600 mm (Schmalspur) |
|                                                                      |                     |

Die Moosbahn war eine Schmalspurbahn von 600 mm Spurweite, die vom Kufsteiner Platz mit seiner Straßenbahnhaltestelle in München-Bogenhausen nach Finsing im Erdinger Moos führte.

## Geschichte
Die Moosbahn wurde im Zug des Baus des Mittlere-Isar-Kanals 1919 fertiggestellt. Sie schloss am Kufsteiner Platz an die Münchener Straßenbahn (Linie 30 Montgelas-/Törringstrasse) an, verkehrte von 1919 bis 1929 bis nach Finsing, wo das Kraftwerk Neufinsing errichtet wurde, beförderte am Tag bis zu 1.000 Bauarbeiter und transportierte insgesamt 11,3 Mio. Kubikmeter Erde und 33.000 Kubikmeter Beton. Weiter wurden auf der Kanalsohle Feldbahngleise verlegt. Die beim Bau des Kanals ebenfalls angelegte normalspurige Industriebahn Bahnstrecke Altenerding–Pfrombach diente dem Transport größerer Maschinenteile, sie schloss an die Bahnstrecke Markt Schwaben–Erding an.

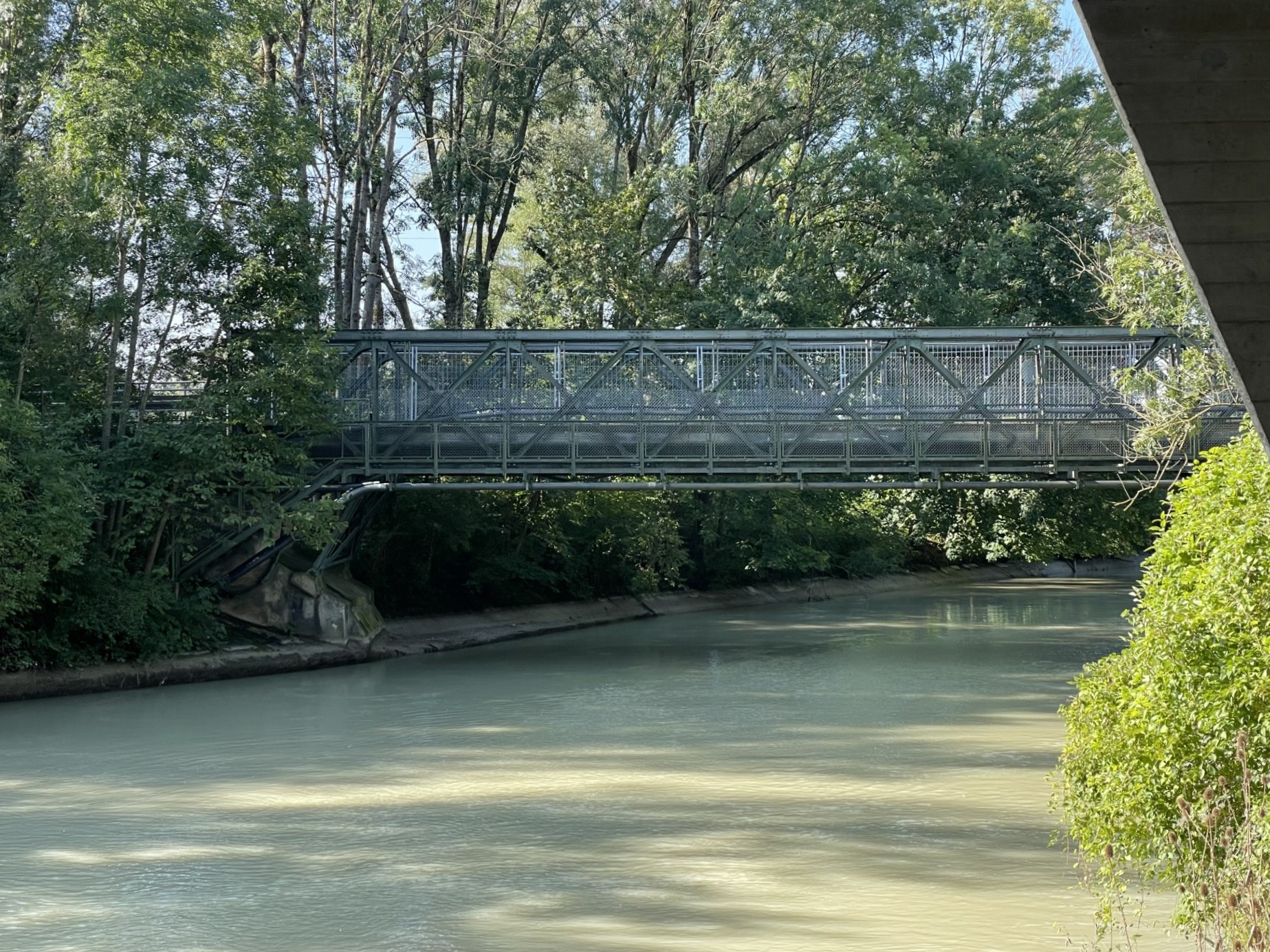
Moosbahnbrücke über den Isarkanal in Unterföhring